# Sorghastrum nutans
Sorghastrum nutans er en flerårig, urteagtig plante med en opret, stiv vækst. Støvdragerne er skarpt gule, hvad der har givet planten dens engelske navn, yellow Indiangrass. Arten er karakterplante for de nordamerikanske prærier

## Kendetegn
Sorghastrum nutans er en flerårig græsart med en stift opret til overhængende vækst. Stænglerne er hårløse og lysegrønne eller gullige og med knæ, men uden forgreninger. Bladene er oprette til svagt overhængende og linjeformede med bølget, hel rand. Begge bladsider er græsgrønne. Høstfarven er rustbrun. Blomstringen foregår i juli-september, hvor man finder blomsterne samlet i endestillede toppe på særskilte stængler. Toppene består af småaks, der hver rummer 1 frugtbar og 1-2 sterile blomster. Alle dele af blomsterstanden og især støvdragerne er gule. Frugterne er nødder (”korn”), som fældes hele småaks ad gangen.
Rodsystemet består af korte jordstængler og en fint trævlet rodmasse. Arten tilhører de planter, som har C4 stofskifte.
Planten bliver 1,5-2 m høj, men kun ca. 0,5 m bred (heri ikke medregnet skud fra jordstænglerne).

## Hjemsted
Sorghastrum nutans hører naturligt hjemme på de nordamerikanske prærier i Midtvesten, men findes også vildtvoksende på lysåbne biotoper i det østlige Canada og USA. Den er knyttet til lysåbne voksesteder med alle typer jordbundsforhold, og visse steder kan den blive aggressiv i sin udbredelse.
Cumberland bjergene, der ligger på grænsen mellem delstaterne Virginia og Kentucky, har områder, hvor jorden er næringsfattig og sur med en undergrund af sandsten. På sydhæld med en forholdsvis tør jord vokser arten i en åben skov under lave træer (max. 15 m høje) sammen med bl.a. 
Almindelig tulipantræ, Amelanchier arborea (en art af bærmispel), blomsterkornel, bredbladet kalmia, Carex pensylvanica (en art af star), catawbarododendron, Coreopsis major (en art af skønhedsøje), Danthonia sericea (en art af tandbælg), farveeg, Helianthus microcephalus (en art af solsikke), hvid ageratina, kopalsumak, liden præriegræs, pindsvinfyr, rødløn, skarlageneg, Solidago odora (en art af gyldenris), svinehickory, Symphyotrichum patens (en art af asters), syretræ og flere arter af blåbær

## Galleri
|  |  |  |  |